# 红外光谱学
红外光谱学是光谱学中研究電磁波红外部分的分支。它包括了许多技术，到目前为止最常用的是吸收光谱学。同所有的分光镜技术一样，它可以被用来鉴别一种化合物和研究样品的成分。红外光谱学相关表见于文献，方便查找。

## 理论
化学键的振动是量子化的。分子会吸收特定频率的红外线，使化学键由振动基态跃迁至激发态（通常是第一激发态）。在通常状态下，分子的所有共价键几乎全部处于振动的基态。化学键的振动可用简谐振子近似，所以欲使化学键振动能级发生改变，吸收光的波数应为：
{\displaystyle \nu ={\frac {1}{2\pi c}}{\sqrt {\frac {k}{\mu }}}}
其中{\displaystyle \pi }为圆周率，{\displaystyle c}为真空中光速，{\displaystyle k}为化学键的“劲度系数”，{\displaystyle \mu }为约化质量。约化质量由下式给出：
{\displaystyle \mu ={\frac {m_{A}m_{B}}{m_{A}+m_{B}}}}
其中{\displaystyle m_{A}}和{\displaystyle m_{B}}分别为成键原子{\displaystyle A}和{\displaystyle B}的质量。不同的化学键，随着成键原子的不同，约化质量也会不同；而即使对于相同的成键原子，由于化学键性质不同（比如碳碳双键和碳碳单键），其“劲度系数”也会不同。故而不同化学键会有不同的特征频率。
一个分子的总自由度为3N（N为分子中原子的数量）。其中平移自由度为3，分别对应对于x、y和z三个方向；同样的，旋转自由度亦为3。所以对于非线型分子，其振动模式（vibrational mode）的数量为3N-6。由于绕键轴旋转不计入旋转自由度，对于线型分子，振动模式的数量为3N-5。简单的双原子分子只有一种振动模式，那就是伸缩。更复杂的分子，其振动方式也更为复杂。例如亚甲基中的碳氢键，就可以以 “对称伸缩”、“非对称伸缩”、“剪刀式摆动”、“左右摇摆”、“前後摇摆”和“扭摆”六种方式振动（见下图）。
|  |  |
|  |  |
|  |  |

一般地，红外光谱上的信号数量应与分子的振动模式数量相同，但分子的振动模式若为红外活跃，必须能使分子偶极矩改变；所以并不是所有的振动模式都能在红外光谱中被观察到。此外，不同振动模式之间可以耦合，并在红外光谱上显示信号。
测量样品时，一束红外光穿过样品，各个波长上的能量吸收被记录下来。这可以由连续改变使用的单色波长来实现，也可以用傅立叶变换来一次测量所有的波长。这样的话，透射光谱或吸收光谱或被记录下来，显示出被样品红外吸收的波长，从而可以分析出样品中包含的化学键。
这种技术专门用在共价键的分析。如果样品的红外活跃键少、纯度高，得到的光谱会相当清晰，效果好。更加复杂的分子结构会导致更多的键吸收，从而得到复杂的光谱。但是，这项技术还是用在了非常复杂的混合物的定性研究当中。

## 实用红外光谱
该技术通常用于分析具有共价键的样品。 具有很少的IR活性键和高纯度的样品中可获得简单光谱。 更复杂的分子结构会造成更多的吸收带和更复杂的光谱。

### 样品制备
固态样品可溶解于有机溶剂如二氯甲烷、氯仿或甲苯中，获取光谱前先扫描相应的纯溶剂获得背景光谱，再扫描含有样品的溶液，通过计算机处理即可获得样品的红外光谱。也可将样品与矿物油混合研磨制成糊状物进行扫描。还可以将样品与溴化钾研碎混合充分混合后压片进行扫描。
液态样品可以直接通过扫描获取红外光谱，也可以制成溶液后进行扫描。

## 傅立叶变化红外光谱学
傅里叶变换红外光谱学（FTIR）是一种极为有效的记录红外光谱信号的测量手段。红外光穿过干涉仪装置后再经过样品（反之亦然）。干涉仪中的一面前后移动的镜子改变红外光中的波长分布。经过此装置的后收集到的红外谱图被称为“干涉图”，代表着此时收集到的光是一组随时间变化的信号。经过数据处理，傅里叶变换将原始信号数据转换为所需的红外光谱图，即一组随波数（或波长）变化的光信号。要得到样品的光谱，还需要一个背景作为参照。

## 外部键接
Infrared Spectroscopy （页面存档备份，存于）（英文）. 基团的基团频率和振动形式